# Liste der Bodendenkmale in Hipstedt
In der Liste der Bodendenkmale in Hipstedt sind die Bodendenkmale der niedersächsischen Gemeinde Hipstedt aufgeführt. Die Quelle ist der Denkmalatlas Niedersachsen. 

Hipstedt im Landkreis Rotenburg (Wümme)

Der Stand der Liste ist der 13. Dezember 2024.

## Allgemein
In den Spalten finden sich folgende Informationen des Bodendenkmales:
Lagegeographische Koordinaten
BezeichnungBezeichnung lt. Denkmalatlas
BeschreibungBeschreibung lt. Denkmalatlas
IDObjekt-ID
BildBild, ggf. zusätzlich mit Link zu weiteren Fotos im Medienarchiv Wikimedia Commons.

## Heinschenwalde
| Lage                        | Bezeichnung                      | Beschreibung | ID       | Bild           |
| --------------------------- | -------------------------------- | --- | -------- | -------------- |
| 53° 31′ 8″ N, 8° 58′ 1″ O   | Heinschenwalde 2, Grabhügel      | Durchmesser ca. 8 – 10 m und Höhe ca. 0,5 m. Rundlich-oval. Nordwestliches Viertel eingedrückt bzw. angeschnitten. Alte Pflanzfurchen von Nordost nach Südwest. | 28970497 | BW             |
| 53° 31′ 17″ N, 8° 57′ 36″ O | Heinschenwalde 3, Grabhügel      | Durchmesser ca. 11,5 m und Höhe ca. 0,6 m. Ebenmäßig flach gewölbt. Rand allmählich auslaufend, im Nordosten vom Straßengraben angeschnitten. | 28967440 | BW             |
| 53° 31′ 18″ N, 8° 57′ 19″ O | Heinschenwalde 4, Grabhügel      | Durchmesser ca. 17 m und Höhe ca. 1,3 m. Rund. Ebenmäßig gewölbt, Rand abgesetzt. In der Kuppe flache Einsenkung. | 28967441 | BW             |
| 53° 29′ 57″ N, 8° 59′ 13″ O | Heinschenwalde 26, Großsteingrab | Wallartiger Aufwurf eines zerstörten Steingrabes, dessen Träger- und Decksteine nicht mehr vorhanden sind. Rechteckig bis oval in West-Ost-Richtung, 20 × 19 m, H. 0,8 m. Im Südwesten und Nordosten Einschnitte im Wall. Innenraum nahezu quadratisch, ca. 8 × 8 m. In der Kammer zahlreiche kleine Granitstücke. | 28967443 | Weitere Bilder |
| 53° 31′ 0″ N, 8° 56′ 6″ O   | Heinschenwalde 27, Grabhügel     | Durchmesser ca. 10,2 m und Höhe ca. 0,7 m. Ebenmäßig flach gewölbt, Rand allmählich auslaufend. Auf der Kuppe eine aus Steinen aufgesetzte halbrunde Grotte. Die Steine stammen wahrscheinlich aus dem Hügel. | 28970606 | BW             |
| 53° 30′ 19″ N, 9° 2′ 0″ O   | Heinschenwalde 34, Grabhügel     | Durchmesser ca. 16,3 m und Höhe ca. 0,7 m. Ebenmäßig gewölbt, Rand allmählich auslaufend. Auf dem Nordende eines flachen, etwa Nord-Süd verlaufenden Geländerückens gelegen kaum noch erkennbar. | 28967444 | BW             |
| 53° 30′ 18″ N, 9° 1′ 59″ O  | Heinschenwalde 35, Grabhügel     | Durchmesser ca. 18 m und Höhe ca. 0,5 m. Flach gewölbt, Rand allmählich auslaufend, Gelände nach West, Süd und Ost weiter fallend. Auf dem Südende eines flachen, etwa Nord-Süd verlaufenden Geländerückens gelegen kaum noch erkennbar. | 28967544 | BW             |
| 53° 30′ 9″ N, 9° 1′ 47″ O   | Heinschenwalde 36, Großsteingrab | Wallartiger, etwa rechteckiger Aufwurf eines Steingrabes, dessen Träger- und Decksteine alt entfernt worden sind; 14,5 × 11 m, H. bis 0,5 m. Gelände nach Westen, Süden und Osten weiter fallend; der Hügel ist am Ende des Geländerückens kaum noch erkennbar. Innenraum 8,5 × 5 m. In der Kammer reichlich Granitgrus sowie einige größere Granitstücke. | 28967545 | Weitere Bilder |
| 53° 30′ 2″ N, 8° 59′ 33″ O  | Heinschenwalde 38, Grabhügel     | Durchmesser ca. 10 m und Höhe ca. 0,5 m. Ebenmäßig gewölbt, Rand schwach abgesetzt. Einkuhlungen und Fahrspuren. | 28967551 | BW             |
| 53° 29′ 58″ N, 8° 59′ 24″ O | Heinschenwalde 39, Großsteingrab | Wallartiger Erdaufwurf eines Steingrabes, dessen Träger- und Decksteine alt entfernt worden sind. Rechteckig von Westnordwest nach Ostsüdost, 18,5 × 15,3 m, H. ca. 0,5 m. Innenraum 8 × 4,8 m. In der Kammer und auch außerhalb des Grabes zahlreiche geschlagene Granitstücke sowie Teile von gesprengten Granitfindlingen. | 28967555 | Weitere Bilder |
| 53° 30′ 10″ N, 8° 58′ 31″ O | Heinschenwalde 41, Ringwall      | Ringwall auf erhöhter Uferzone südlich der Geeste. Die Wall-Graben-Anlage hat einen Durchmesser von etwa 120 m. Im Südwesten ist der Wall noch mit 11 m Breite und 1,5 – 2 m Höhe erhalten und nach einer Berme von 3 – 5 m Breite der Graben mit 8 m Breite und 1 m Tiefe. Die Einfassung der äußeren Grabenböschung aus Findlingen wurde erst in jüngerer Zeit, wohl im 20. Jh., erstellt. Im Nordwesten sind Wall und Graben teilweise stark verschliffen; im Norden nur noch als Geländekante erkennbar. Der östliche Teil durch Straßenbau zerstört und überbaut. Nach Form und Größe entspricht die Anlage den Ringwällen des 9.-11. Jhs. Schriftquellen, die sich auf die Burg beziehen ließen, sind nicht bekannt. Der Name „Heinschenwall“ erscheint als Bezeichnung für den dortigen Meierhof erstmals 1647. | 28969400 | BW             |
| 53° 30′ 24″ N, 8° 59′ 21″ O | Heinschenwalde 43, Grabhügel     | Durchmesser ca. 14 m und Höhe ca. 1 m. Ebenmäßig gewölbt; Rand abgesetzt. In der Kuppenmitte alte Eingrabung. Von West nach Ost Pflanzfurchen. | 28967556 | BW             |
| 53° 30′ 25″ N, 8° 59′ 22″ O | Heinschenwalde 44, Grabhügel     | Durchmesser ca. 12 m und Höhe ca. 0,6 m. Ebenmäßig gewölbt, Rand allmählich auslaufend. In der Mitte alte, flache Eingrabung. Pflanzfurchen. | 28967548 | BW             |
| 53° 31′ 18″ N, 8° 57′ 34″ O | Heinschenwalde 45, Grabhügel     | Durchmesser ca. 15 m und Höhe ca. 0,7 m. Gelände nach Süden weiter fallend. Unregelmäßig geformt. Rand allmählich auslaufend; im Norden vom Straßengraben, im Westen von alter Sandentnahme angeschnitten. | 28967557 | BW             |
| 53° 31′ 44″ N, 8° 55′ 24″ O | Heinschenwalde 48, Grabhügel     | Durchmesser ca. 18,5 m und Höhe ca. 1,3 m. Ebenmäßig gewölbt, Rand abgesetzt. Kuppe flach eingesenkt, darin kopfgroße Steine freiliegend. Störung durch Tierbau. | 28967558 | BW             |
| 53° 31′ 41″ N, 8° 55′ 21″ O | Heinschenwalde 49, Grabhügel     | Durchmesser ca. 9,8 m und Höhe ca. 0,8 m. Ebenmäßig flach gewölbt; Rand allmählich auslaufend. Schwach eingeschnittener Weg von Ost nach West; Hügeldrittel im Wegbereich etwas eingedrückt. | 28967559 | BW             |
| 53° 31′ 35″ N, 8° 55′ 2″ O  | Heinschenwalde 50, Grabhügel     | Durchmesser ca. 29 m und Höhe ca. 2,5 m. Ebenmäßig hoch gewölbt, Rand deutlich abgesetzt. Kuppe abgeflacht, mit flacher Einsenkung. | 28971225 | BW             |
| 53° 31′ 36″ N, 8° 54′ 58″ O | Heinschenwalde 51, Grabhügel     | Durchmesser ca. 26 m und Höhe ca. 2,2 m. Ebenmäßig hoch gewölbt, Rand deutlich abgesetzt. In der Oberfläche viele Tierbauten. | 28970615 | BW             |
| 53° 30′ 42″ N, 9° 1′ 18″ O  | Heinschenwalde 59, Grabhügel     | Durchmesser ca. 14,6 m und Höhe ca. 0,8 m. Ebenmäßig gewölbt, Kuppe abgeflacht; Rand schwach abgesetzt. In der Kuppenmitte alte, flache Eingrabung. Flache Einsenkungen, vermutlich von eingefallenen Tierlöchern und aktive Tierbauten. | 28967562 | BW             |
| 53° 31′ 37″ N, 8° 55′ 25″ O | Heinschenwalde 62, Motte         | Turmhügelburg zwischen Drittgeest und dem Alfgraben am Rand der Niederung. Erhalten ist ein von einem breiten Graben umgebener Erdhügel mit einer Ausdehnung von 24 × 15 Meter und 2 Meter Höhe; die fast ebene Oberfläche misst etwa 20 × 11 Meter. Der Graben wurde in neuerer Zeit vertieft und als Fischteich erweitert, sodass Form und Größe nicht den alten Zustand zeigen. Ob die heute zum Alfgraben bestehende Verbindung ursprünglich vorhanden war, ist nicht sicher. | 28969399 | BW             |
| 53° 30′ 49″ N, 9° 1′ 12″ O  | Heinschenwalde 68, Grabhügel     | Durchmesser ca. 9 m und Höhe ca. 0,3 m. Rund. Kuppe abgeflacht. Rückegasse von Südost nach Nordwest quer über den Hügel. Nordost-Rand durch Gemarkungsgrenzwall angeschnitten. Kaum mehr erkennbar. | 28967565 | BW             |

### Heinschenwalde 22
- ID:28970619
- Grabhügelfeld mit fünf Grabhügeln; Dm. 6,7 m – 22,5 m; H. 0,4 – 2 m. Einer obertägig kaum mehr erkennbar, ein weiterer fast vollständig zerstört.

| Lage                        | Bezeichnung       | Beschreibung | ID       | Bild |
| --------------------------- | ----------------- | --- | -------- | ---- |
| 53° 30′ 15″ N, 8° 58′ 47″ O | Heinschenwalde 22 | Durchmesser ca. 28,6 m und Höhe ca. 3 m. Ebenmäßig gewölbt, Kuppe abgeflacht. Rand deutlich abgesetzt, auf der West-Seite durch eine Waldwiese beschädigt. Von Nordost nach Südwest ein Pfad. Auf Ost-Seite auf halber Höhe eine Eingrabung. Eine Erläuterungstafel ist vorhanden. | 28970502 | BW   |
| 53° 30′ 15″ N, 8° 58′ 43″ O | Heinschenwalde 23 | Durchmesser ca. 8,5 m und Höhe ca. 0,8 m. Rundlich. Ebenmäßig gewölbt, Rand abgesetzt. Ost-Rand durch alten Forstgraben mit Wall in Nord-Süd-Richtung zerstört. Am West-Rand Abbruchkante einer alten Sandentnahme.                                                                | 28970504 | BW   |
| 53° 30′ 17″ N, 8° 58′ 41″ O | Heinschenwalde 24 | Durchmesser ca. 26 m und Höhe ca. 2,3 m. Rundlich. Ebenmäßig hoch gewölbt; Rand stark abgesetzt. Ost-Hälfte durch Straße angeschnitten und abgetragen. Auf der Kuppe alter, verwaschener Schützengraben. 1929 im Profil die Steinpackung eines Grabes festgestellt.                | 28970507 | BW   |
| 53° 30′ 16″ N, 8° 58′ 40″ O | Heinschenwalde 25 | Hügelrest, nur noch der Nordwest-Teil und Reste des Randes vorhanden. Ehemals rund, Dm noch ca. 22 m; H. noch ca. 1,8 m; ursprünglich über 2 m. Der größte Teil wurde wahrscheinlich beim Straßenbau abgetragen.                                                                   | 28970601 | BW   |

### Heinschenwalde 52
- ID:28970619
- Grabhügelfeld mit fünf Grabhügeln; Dm. 6,7 m – 22,5 m; H. 0,4 – 2 m. Einer obertägig kaum mehr erkennbar, ein weiterer fast vollständig zerstört.

| Lage                        | Bezeichnung       | Beschreibung | ID       | Bild |
| --------------------------- | ----------------- | --- | -------- | ---- |
| 53° 31′ 34″ N, 8° 54′ 40″ O | Heinschenwalde 52 | Durchmesser ca. 22,5 m und Höhe ca. 2 m. Ebenmäßig hoch gewölbt. Im Nordwesten alte starke Abtragungen, dort größere Steine freiliegend.                          | 28970620 | BW   |
| 53° 31′ 34″ N, 8° 54′ 41″ O | Heinschenwalde 53 | Durchmesser ca. 9,5 m und Höhe ca. 0,5 m. Ebenmäßig gewölbt. Rand schwach abgesetzt.                                                                              | 28970621 | BW   |
| 53° 31′ 32″ N, 8° 54′ 39″ O | Heinschenwalde 54 | Durchmesser ca. 6,7 m und Höhe ca. 0,4 m. Flach, Rand sanft auslaufend. Im Westen von Wallhecke von Nord nach Süd angeschnitten. Nur noch schwer erkennbar.       | 28970622 | BW   |
| 53° 31′ 32″ N, 8° 54′ 45″ O | Heinschenwalde 56 | Durchmesser ca. 14,2 m und Höhe ca. 0,8 m. Ebenmäßig hoch gewölbt, Rand abgesetzt. Oberfläche durch alte und neue Tierbaue gestört. Über den Hügel eine Schneise. | 28970626 | BW   |

### Heinschenwalde 58
- ID:28971124
- Gruppe von vier Grabhügeln; Dm. 11 – 13 m und H. 0,4 – 0,6 m.

| Lage                        | Bezeichnung       | Beschreibung | ID       | Bild |
| --------------------------- | ----------------- | --- | -------- | ---- |
| 53° 31′ 11″ N, 8° 57′ 12″ O | Heinschenwalde 58 | Durchmesser ca. 13 m und Höhe ca. 0,5 m. Rund. Ost-Rand durch Wall mit Graben angeschnitten. Störung durch Tierbau. | 28971120 | BW   |
| 53° 31′ 9″ N, 8° 57′ 16″ O  | Heinschenwalde 69 | Durchmesser ca. 13 m und Höhe ca. 0,5 m. Rund. Ebenmäßig gewölbt.                                                   | 28971118 | BW   |
| 53° 31′ 9″ N, 8° 57′ 17″ O  | Heinschenwalde 70 | Durchmesser ca. 11 m und Höhe ca. 0,6 m. Annähernd rund. Ebenmäßig gewölbt. Im Südwest-Randbereich Einkuhlung.      | 28971117 | BW   |
| 53° 31′ 10″ N, 8° 57′ 12″ O | Heinschenwalde 71 | Durchmesser ca. 11 m und Höhe ca. 0,4 m. Rund. Kleinere Einkuhlungen.                                               | 28971122 | BW   |

## Hipstedt
| Lage                        | Bezeichnung            | Beschreibung | ID       | Bild |
| --------------------------- | ---------------------- | --- | -------- | ---- |
| 53° 28′ 44″ N, 8° 59′ 8″ O  | Hipstedt 2, Grabhügel  | Durchmesser ca. 17 m und Höhe ca. 1,5 m. Hoch gewölbt, Rand abgesetzt. Östliches Viertel durch Sandgrube abgetragen. Süd-Rand durch Gartenhaus leicht angeschnitten. In der Mitte alte, weite Eingrabung. Einsenkungen im Nord- und West-Rand. Auf dem Hügel altes Kinderspielhaus, West-Rand gärtnerisch gestaltet. 1980 durch Anfüllen der Böschungen und Abdeckung mit Mutterboden hergerichtet.                                              | 28967570 | BW   |
| 53° 29′ 24″ N, 8° 59′ 20″ O | Hipstedt 11, Grabhügel | Durchmesser ca. 25 m und Höhe ca. 1,6 m. Ebenmäßig hoch gewölbt, Rand abgesetzt. In der Mitte vier alte, verwaschene Eingrabungen. Im Südwesten von Weg und Graben angeschnitten. | 28967668 | BW   |
| 53° 29′ 31″ N, 8° 59′ 0″ O  | Hipstedt 22, Grabhügel | Durchmesser ca. 6 m und Höhe ca. 0,5 m. Rund. Rand deutlich abgesetzt. Oberfläche sehr uneben. | 28967686 | BW   |
| 53° 29′ 36″ N, 8° 58′ 7″ O  | Hipstedt 27, Grabhügel | Durchmesser ca. 17 m und Höhe ca. 1,4 m. Ebenmäßig gewölbt; Rand auslaufend. Alte, eingefallene Kaninchenlöcher und -gänge. Im Südost-Rand alte Eingrabung. | 28967692 | BW   |
| 53° 29′ 25″ N, 8° 57′ 33″ O | Hipstedt 46, Grabhügel | Durchmesser ca. 13 m und Höhe ca. 0,4 m. Ebenmäßig flach gewölbt, Rand allmählich auslaufend. In der Mitte weite, alte Eingrabung. Verwaschene, zerkuhlte Oberfläche. Im Süden durch Waldweg beschädigt. | 28970989 | BW   |
| 53° 29′ 22″ N, 8° 57′ 34″ O | Hipstedt 47, Grabhügel | Durchmesser ca. 16 m und Höhe ca. 0,7 m. Ebenmäßig flach gewölbt, Rand sanft auslaufend. Nur schwer erkennbar. | 28970998 | BW   |
| 53° 29′ 32″ N, 8° 57′ 51″ O | Hipstedt 48, Grabhügel | Durchmesser ca. 20,5 m und Höhe ca. 1,8 m. Mächtig, aber stark gestört mit abgesetztem Rand. Süd-Hälfte weit und tief abgegraben, im Nordost-Teil weitere alte Abtragungen. West-Rand vom Straßengraben angeschnitten. Fußpfad und die Oberfläche ist stark vertreten und zerfurcht. 1941 wurden in dem Grabhügel zwei Urnen, eine davon in einer Steinkiste, gefunden. Die beiden Nachbestattungen datieren in die frühe vorrömische Eisenzeit. | 28971000 | BW   |
| 53° 29′ 8″ N, 8° 59′ 49″ O  | Hipstedt 51, Grabhügel | Durchmesser ca. 22 m und Höhe ca. 1,6 m. Hoch gewölbt, Rand abgesetzt. In der Mitte eine große und eine kleine viereckige Eingrabung. Im Randbereich umlaufend grabenartige Eintiefung durch das Herausreißen des Steinkranzes. | 28971119 | BW   |
| 53° 29′ 22″ N, 8° 57′ 29″ O | Hipstedt 72, Grabhügel | Durchmesser ca. 13 m und Höhe ca. 0,7 m. Ebenmäßig gewölbt, Rand auslaufend. Von Nordwest nach Südost tiefer Abzugsgraben mit Wallaufwurf. | 28971121 | BW   |